# Transformação de Box-Muller
A transformação de Box-Muller é um método utilizado para gerar duas distribuições normal-padrão independentes, dado um conjunto de dados aleatórios uniformemente distribuídos, desenvolvido por George Edward Pelham Box e Mervin Edgar Muller em 1958.

## Fonte
- G. E. P. Box and Mervin E. Muller. 1958. A Note on the Generation of Random Normal Deviates, The Annals of Mathematical Statistics, Vol. 29, No. 2, 610–611.